# Swertia younghusbandii
Swertia younghusbandii är en gentianaväxtart som beskrevs av Isaac Henry Burkill. Swertia younghusbandii ingår i släktet Swertia och familjen gentianaväxter. Inga underarter finns listade i Catalogue of Life.